# Uroteuthis bengalensis
Uroteuthis bengalensis är en bläckfiskart som först beskrevs av Jothinayagam 1987.  Uroteuthis bengalensis ingår i släktet Uroteuthis och familjen kalmarer. Inga underarter finns listade i Catalogue of Life.